# ネクスト ファンタジア大賞
ネクスト ファンタジア大賞（ねくすとふぁんたじあたいしょう）は、かつて日本の出版社・富士見書房が主催していた公募新人文学賞。刊行する富士見ファンタジア文庫の創刊20周年を記念して2008年に創設された。

## 概要
従来のファンタジア大賞（旧・ファンタジア長編小説大賞）の応募がファンタジー的世界設定を有する作品に集まりやすいのに対し、本賞では「現代」をキーワードとしている点が特徴であった。現代社会を舞台とする作品であることを募集要件としていたため、2006年度の第8回を以て終了した富士見ヤングミステリー大賞の実質的な後継賞とも言えた。
審査は富士見ファンタジア文庫及び『ドラゴンマガジン』の編集部が行った。また、大半の新人賞では希望者のみに送付している評価シートを全応募者に漏れなく送付する点を特徴としていた。大賞・優秀賞の副賞はそれぞれ100万円・30万円。

## 入賞作品一覧
年は開催年。未刊行作品は斜体表記。（）内は改題・改名。
| 回数             | 賞         | タイトル （受賞時表題）                                                                | 著者 （受賞時筆名）   | 応募総数 |
| ---------------- | ---------- | -------------------------------------------------------------------------------------- | --------------------- | -------- |
| 第1回 （2008年） | 金賞       | ヘヴンズ・ダイアリー                                                                   | 直江ヒロト            | 427      |
| 第1回 （2008年） | 銀賞       | 新説百物語                                                                             | 夢葉極紅              | 427      |
| 第1回 （2008年） | 銀賞       | スノウピー                                                                             | 山田たまや （山田有） | 427      |
| 第2回 （2009年） | 金賞       | スイーツガールはご機嫌ななめ。 （おまえをオタクにしてやるから、俺をリア充にしてくれ!） | 塚本純之 （村上凛）   | 336      |
| 第2回 （2009年） | 銀賞       | 恋心・ハイウェイ （俺の彼女は飼主（）様、妹はご主人様）                                | マナベスグル          | 336      |
| 第2回 （2009年） | 最終選考作 | ただしい灰汁のすくい方 （正しいアクのすくい方）                                        | 柊晴空                | 336      |